# مالکی وودن
مالکی وودن (به بلغاری: Malki Voden) یک منطقهٔ مسکونی در بلغارستان است که در شهرستان ماجاروفو واقع شده‌است.